# Zijlstraat (Haarlem)

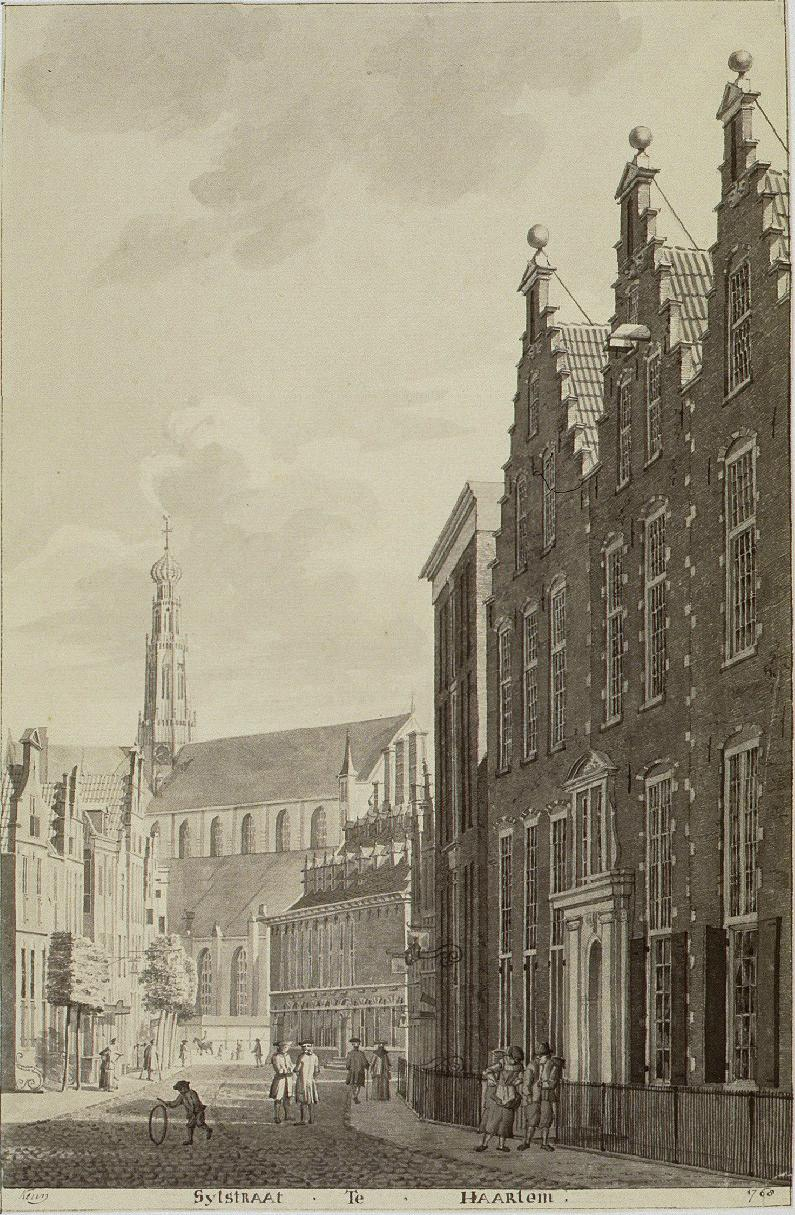
Sylstraat in 1768 (Hendrik Keun)

De Zijlstraat is een straat in Haarlem. Het is een van de drie belangrijke winkelstraten die vanaf de Grote Markt de stad in lopen en maakt deel uit van de in totaal zeven Gouden Straatjes.
De straat loopt van de Zijlweg, bekend van de Nederlandse versie van het gezelschapsspel Monopoly, naar de Grote Markt. De verbinding met de Zijlweg wordt gevormd door de Zijlbrug over de Zijlsingel, vroeger ook door de Zijlpoort. Aan het einde loopt de straat langs het Haarlemse Stadhuis naar de Grote Markt.
In de Middeleeuwen lag er een klooster tussen de Zijlstraat en het Raaks, het Zijlklooster (1372-1818). Naast het stadhuis telt de straat meer dan 25 rijksmonumenten, waaronder vele trap- en klokgevels en een bankgebouw uit de Amsterdamse School van H.F. Mertens, gebouwd in 1919-1920. In het bankgebouw is sinds 2017 restaurant Indonesia van Ron Blaauw gevestigd.